# Anton Balthasar König
Anton Balthasar König (* 13. Dezember 1753; † 14. Januar 1814 in Berlin) war ein deutscher Historiker und Genealoge.
König war Absolvent des Cöllnischen Gymnasiums, Berlin, und anschließend als Registrator und Sekretär im Generaldirektorium tätig. Ab etwa 1800 war er als Ordensrat beim Johanniterorden angestellt. König wurde bekannt durch Arbeiten geschichtlichen und genealogischen Inhalts.

## Werke
- Biographisches Lexikon aller Helden und Militärpersonen, welche sich in preussischen Diensten berühmt gemacht haben, 4 Teile. Berlin 1788–1791; Nachdruck in 4 Teilen: LTR, Starnberg 1989, ISBN 3-88706-305-8.
- Lebensbeschreibung des Königl. Preuß. Generalfeldmarschalls Kurt Christoph Grafen von Schwerin: Bei Gelegenheit des Bergerschen Kupferstiches, den Tod Schwerins vorstellend, aufgesetzt. Kunze, Berlin u. Frankfurt a. d. Oder 1790 (Digitalisat).
- Leben und Thaten Jakob Paul Freiherrn von Gundling, Königl.-Preussischen Geheimen Krieges-, Kammer-, Ober-Apellations- und Kammergerichts-Raths wie auch Zeremonienmeisters und Präsidenten bei der Königl. Societät der Wissenschaften etc. eines höchst seltsamen und abenteuerlichen Mannes, Berlin 1795 (Nachdruck: Berliner Handpresse, Berlin 1980).
- Berlin, von seiner Entstehung bis auf gegenwärtige Zeit historisch-geographisch beschrieben. Nebst einigen Bemerkungen über Literatur, Sitten und Gebräuche seiner Einwohner. Dieterici, Berlin 1798.
- Authentische Nachrichten von dem Leben und den Thaten George Freiherrn von Derfflinger (Digitalisat).
- Historisch-merkwürdige Beyträge zur Krieges-Geschichte des großen Churfürsten Friedrich Wilhelms in der Lebensbeschreibung Otto Christophs Freyherrn v. Sparr (Digitalisat).